# Ambrus Miklós
Ambrus Miklós (Eger, 1933. május 31. – Budapest, 2019. augusztus 3.) olimpiai bajnok magyar vízilabdázó, kapus.

## Életútja
1944 óta sportolt rendszeresen Egerben. 1950-től az Egri Fáklya SK játékosa volt. Tizenhat évesen már az OB I-ben védett. 1953-ban igazolta le a Budapesti Kinizsi. 1956-ban Ausztráliába távozott, de két év után hazatért. 1959-től újra a Ferencváros játékosa lett. Tagja volt az 1961-es Universiadén bronzérmet szerzett csapatnak. A tornán nyújtott teljesítménye után került be a 62-es EB-keretbe. 1964-ben szerepelt az olimpiai bajnok, majd a 66-os EB ötödik vízilabda-válogatottban. 1967-ben még részt vett az előolimpián. 1955 és 1968 között 55-ször szerepelt a válogatottban.
Sportpályafutása után a Vízilabda Szövetségnél, a Ferencvárosnál és annak vízilabdacsapatánál is tevékenykedett. Később építőanyag-kiskereskedéssel foglalkozott. 1996-ban az Olimpiai Bajnokok Klubjának marketingigazgatója lett.
Fia, Ambrus Tamás (1964–2015), szintén a vízilabda területén ért el sikereket, aktív sportolóként válogatott vízilabdázó volt, később sportpályafutását edzőként folytatta, többek közt éppen a Ferencváros vezetőedzőjeként.

## Sporteredményei
- olimpiai bajnok (1964)
- Európa-bajnok (1962)
- ötszörös magyar bajnok (1956, 1962, 1963, 1965, 1968)

## Elismerései
- A Magyar Népköztársaság Kiváló Sportolója (1962)[2]
- Magyar Sportért (1993)
- 1956-os emlékérem (1994)
- Zugló díszpolgára (2013)[3]
- A Magyar Érdemrend tisztikeresztje (2018)[4]